# Heugraben (Gemeinde Hainfeld)
Heugraben ist eine Ortschaft und eine Katastralgemeinde der Gemeinde Hainfeld im Bezirk Lilienfeld in Niederösterreich. Die Ortschaft hat 14 Einwohner (Stand 1. Jänner 2024).

## Siedlungsentwicklung
Zum Jahreswechsel 1979/1980 befanden sich in der Katastralgemeinde Heugraben insgesamt 6 Bauflächen mit 3.398 m² und 7 Gärten auf 25.420 m², 1989/1990 gab es 7 Bauflächen. 1999/2000 war die Zahl der Bauflächen auf 13 angewachsen und 2009/2010 bestanden 7 Gebäude auf 12 Bauflächen.

## Geschichte
Laut Adressbuch von Österreich waren im Jahr 1938 in Heugraben einige Landwirte ansässig.

## Bodennutzung
Die Katastralgemeinde ist landwirtschaftlich geprägt. 33 Hektar wurden zum Jahreswechsel 1979/1980 landwirtschaftlich genutzt und 71 Hektar waren forstwirtschaftlich geführte Waldflächen. 1999/2000 wurde auf 21 Hektar Landwirtschaft betrieben und 85 Hektar waren als forstwirtschaftlich genutzte Flächen ausgewiesen. Ende 2018 waren 20 Hektar als landwirtschaftliche Flächen genutzt und Forstwirtschaft wurde auf 85 Hektar betrieben. Die durchschnittliche Bodenklimazahl von Heugraben beträgt 16,8 (Stand 2010).